# خورشیدگرفتگی ۹ آوریل ۲۰۴۳
خورشیدگرفتگی ۹ آوریل ۲۰۴۳ (به انگلیسی: Solar eclipse of April 9, 2043) یک خورشیدگرفتگی از نوع خورشیدگرفتگی کامل (غیرمرکزی) است. این خورشیدگرفتگی در تاریخ ۹ آوریل ۲۰۴۳ میلادی (‎۲۰ فروردین ۱۴۲۲ خورشیدی) روی خواهد داد که زمان اوج آن، ساعت ۱۸:۵۷:۴۹ به‌وقت ساعت هماهنگ جهانی است.